# جزيرة كيلابا (كليمنتان الجنوبية)
جزيرة كيلابا وهي جزيرة من جزر إندونيسيا، وتتبع إقليم كليمنتان الجنوبية في إندونيسيا.